# Infule

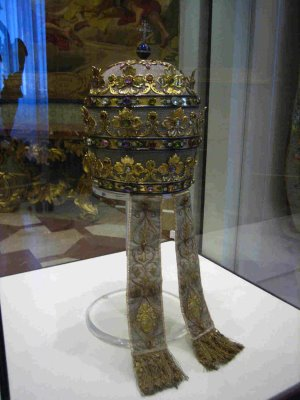
La tiara con le due infule di papa Pio IX

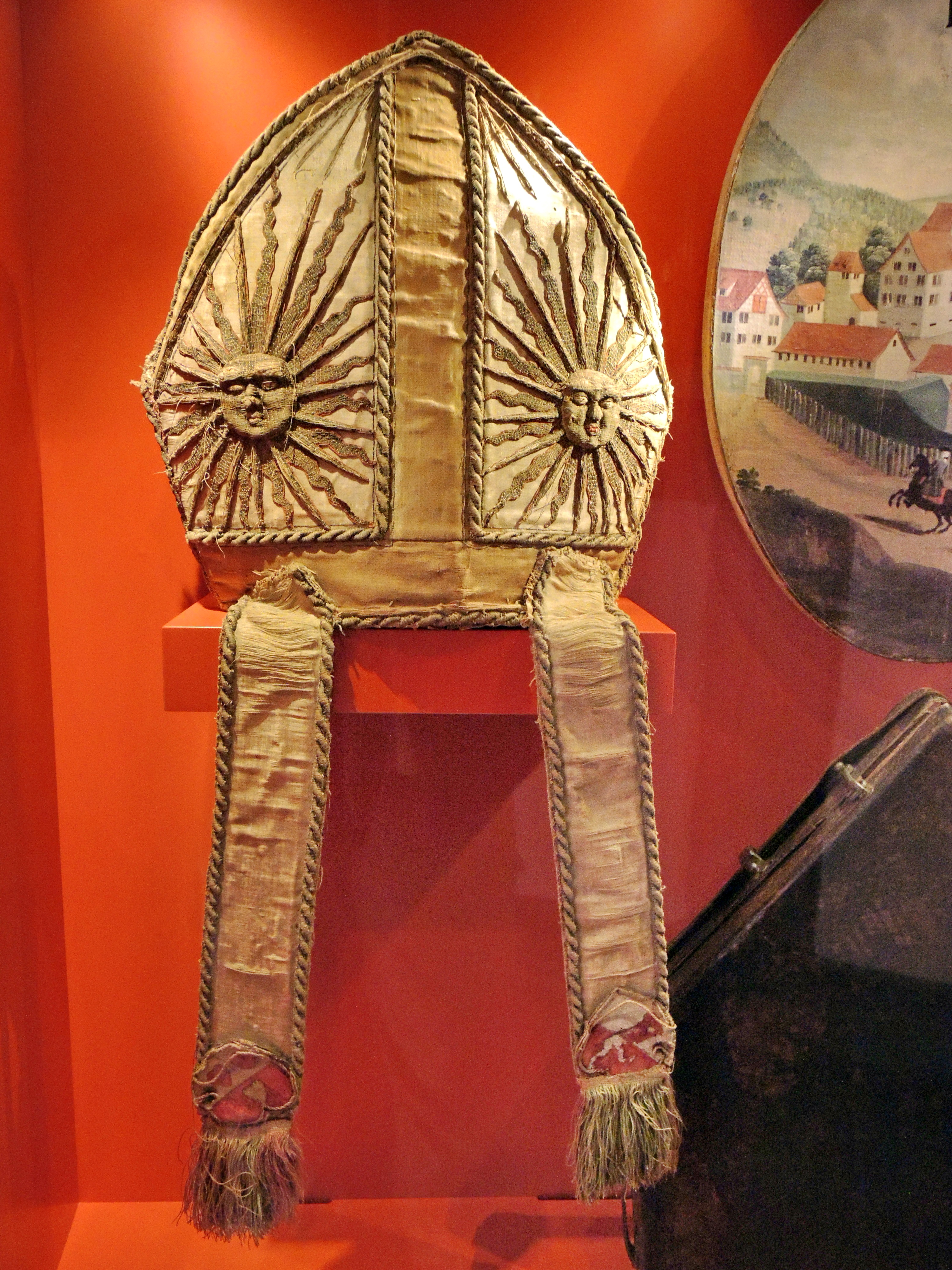
Infule medievali

Le infule (chiamate anche vitte) sono una parte della mitra, tipico copricapo usato dai vescovi nella Chiesa cattolica ed in altre confessioni cristiane.
Le infule sono due nastri di stoffa che, partendo dalla parte posteriore della mitra di foggia occidentale, in corrispondenza della nuca, scendono sulla schiena. Nell'uso moderno sono adornate da una semplice croce, oppure riprendono la stessa decorazione della mitra. È uso comune dei vescovi porre il proprio stemma su di esse.

Per sineddoche, il termine infula può indicare la mitra stessa.

## Origine storica
Le infule sono un ricordo di quella che doveva essere la forma originaria della mitra, cioè una larga striscia di stoffa che circondava la testa e ricadeva sul corpo. Tuttavia le infule datano dal X secolo, quando la mitra era ormai un copricapo conico: anticamente, pur pendendo dalla parte posteriore, esse erano portate sul davanti e appoggiate alla parte anteriore delle spalle.

## Le infule in altri paramenti
È dotata di infule anche la tiara papale (pur non essendo stata abolita, la tiara è in disuso per volontà di Paolo VI).
Non sono presenti invece nella mitra di rito orientale.